# Voitsberg
Voitsberg és una petita ciutat del districte de Voitsberg a Estíria, Àustria. El 2021 tenia 9.391 habitants. Cresqué al voltant de l'església de Santa Margarida a la riba del riu Tregistbach i és citada per primer cop el 1245. S'hi poden veure els vestigis del palau de Greisenegg i del castell d'Obervoitsberg. Un altre lloc d'interès és la Rathaus, dissenyada pel cèlebre arquitecte Arik Brauer. Està connectada a Köflach pel ferrocarril.